# Bartaman Patrika
Bartaman Patrika is een Indiase, Bengaalse krant, in Kolkata uitgegeven door Bartaman Pvt. Ltd. Naast de Kolkata-editie komt het dagblad nog met vier andere edities: vanuit Siliguri, Burdwan, Malda en Midnapore. De krant werd opgericht door Barun Sengupta en verscheen voor het eerst in december 1984. Het is na Anandabazar Patrika de tweede grote krant in West Bengalen ten aanzien van de oplage en het aantal lezers.